# Musée Zadkine
Musée Zadkine (Zadkinovo muzeum) je městské muzeum v Paříži. Nachází se v 6. obvodu v ulici Rue d'Assas. Muzeum představuje dílo původem ruského sochaře Ossipa Zadkina, který se v Paříži usadil roku 1910, a jeho manželky, malířky Valentine Prax (1897-1981). Existuje rovněž připojené muzeum v obci Les Arques (Lot), kde žil Ossip Zadkine.

## Historie
Muzeum vzniklo díky Zadkinově závěti, kde městu Paříži odkázal své dílo a ateliér v ulici Rue d'Assas, kde působil od roku 1928. Muzeum bylo otevřeno 19. dubna 1982 po smrti jeho manželky Valentine Prax, která připojila též svůj odkaz. Zahradu muzea upravil zahradní architekt Gilles Clément tak, aby zde bylo možno vystavit sochařova díla.

## Sbírky a expozice
Muzeum shromažďuje sochy a kresby umělce od jeho mládí až po jeho účast v kubistickém hnutí. Obsahuje rovněž díla malířky Valentine Prax.
Zvláštností tohoto muzea věnovaného sochařství je umožnění zrakově postiženým a nevidomým, aby se dotýkali děl, což si přál sám Ossip Zadkine. Díla jsou vybavena popiskami v braillově písmu. Pro nevidomé jsou rovněž organizovány komentované prohlídky.
Od roku 1995 se v muzeu konají každoročně tři až čtyři výstavy moderního umění a různé kulturní akce jako prezentace a autogramiády uměleckých knih, performance, veřejná čtení, koncerty apod.